# Sangsters
Sangsters is een compositie van Sally Beamish. Het werk wordt gezien als een concert voor orkest met solisten in elke groep.
Het werk vindt haar oorsprong in het gedicht Sangsters van Betty McKellar. Het gedicht is geschreven in het Schots, dat invloeden heeft van Scandinavische talen. Sangsters betekent “zangers”. Het gedicht gaat over de Schotse natuur, waardoor de lezer trekt. Beamish, wonende in Schotland, kreeg het gedicht toegezonden en kreeg pas na een aantal jaren de behoefte er muziek op/over te schrijven. Het werd een driedelig werk, waarbij de drie delen verwijzen naar de drie strofen:
- Laverocks (staat voor skylark, veldleeuwerik) in andante-allegro
- Selkies (staat voor seals, zeehonden) in adagio
- Choir-sang in andante maestoso

Beamish schreef het werk, als zijnde de laatste tijdens een samenwerking met het Kamerorkest van Zweden en het Kamerorkest van Schotland. Echter in dit geval betaalden twee particulieren voor het werk. Beryl Calver-Jones en Gerry Mattock doneerden geld voor dit werk en zij zouden later meer werken van Beamish geldelijk ondersteunen.
Orkestratie:
- 2 dwarsfluiten (II ook piccolo), 2 hobo’s, 2 klarinetten, 2 fagotten
- 2 hoorns, 2 trompetten, geen trombones en tuba
- pauken
- violen, altviolen, celli, contrabassen

Het Kamerorkest van Schotland gaf de première van dit werk in Glasgow op 15 november 2002 onder leiding van Oliver Knussen. The Guardian gaf een goede recensie. Het programma van die avond luidde:
- Arnold Schönberg – Begleitungsmusik zu einer Lichtspielszene
- Sally Beamish – Sangsters
- Oliver Knussen – Scriabin settings